# 瑞奇·李耐利
金瑞奇（韓語：리키 김，1981年6月19日—），男演員，韓國名字為金景浩（김경호）。父親是美國人，母親是韓國人。2009年5月，與音樂劇演員柳承珠結婚。育有一子兩女，分別是長女泰麟(태린)(Taylor), 長子泰悟(태오)(Asher) ,和次女泰拉(태라)(Ellysen)。

## 演出作品

### 電視劇
- 2006年：MBC《奇蹟》
- 2008年：SBS《On Air》飾演 Aden
- 2009年：MBC《向大地頭球》飾演 Maksim
- 2010年：SBS《濟眾院》飾演 Heron
- 2010年：SBS《雅典娜：戰爭女神》
- 2011年：SBS《Midas》飾演 Stephen Lee
- 2011年：tvN《需要浪漫》飾演 Alex
- 2013年：MBC《女王的教室》飾演 賈斯汀
- 2014年：MBC《心懷叵測的恢單女》飾演 如珍的戀人（客串）
- 2015年： JTBC《 為純情著迷 》飾演 Hugo Wian（客串）

### 電影
- 2007年：《龍之戰》
- 2008年：《我的特工男友》

### MV
- 2013年：SHINee《Green Rain》
- 2013年：姜麗文《FOREVER》

## 綜藝節目
- 2011-2013年：SBS《金炳萬的叢林法則》
- 2012年：JTBC《李秀根和金炳萬的上流社會》 EP60.61
- 2013年：SBS《Running Man》Ep144
- 《Dream Team》
- 2014年3月19日- ：SBS《Oh! My Baby（朝鲜语：오! 마이 베이비）》
- 2015年7月19日 ： 香港TVB 《街坊廚神舌戰新台韓》
- 2015年7月21日-8月11日：JTBC《我去上學啦》EP53-56

## 外部連結
- NAVER （页面存档备份，存于）
- 瑞奇·李耐利的X（前Twitter）